# Manşūrīyeh-ye Yek
Manşūrīyeh-ye Yek (persiska: منصوریّه یک) är en ort i Iran.   Den ligger i provinsen Khuzestan, i den centrala delen av landet, 500 km söder om huvudstaden Teheran. Manşūrīyeh-ye Yek ligger 25 meter över havet och antalet invånare är 305.
Terrängen runt Manşūrīyeh-ye Yek är mycket platt. Runt Manşūrīyeh-ye Yek är det ganska tätbefolkat, med 144 invånare per kvadratkilometer. Närmaste större samhälle är Veys, 2,0 km söder om Manşūrīyeh-ye Yek. Omgivningarna runt Manşūrīyeh-ye Yek är i huvudsak ett öppet busklandskap.